# Mil Mi-54
Mil Mi-54 je bil predlagani dvomotorni večnamenski transportni helikopter ruskega proizvajalca Mil. Projekt so objavili leta 1992. Mi-54 naj bi bil naslednik Mi-2 in Mi-8. 
Za pogon je planirana uporaba dveh turbogrednih Saturn/Lyulka AL-32, vsak z 574 kW. Ima štirikraki glavni in repni rotor. Kraki rotorjev so grajeni iz fiberglasa. Pristajalno podvozje tipa tricikel je fiksno (neuvlačljivo). Pri straneh ima dva sponsona. 
Največja potovalna hitrost je 280 km/h, običajna je okrog 260 km/h. Doseg je 600 km, servisna višina leta je 5500 metrov. Največja vzletna teža je 4700 kg. 